# Biała Chorwacja

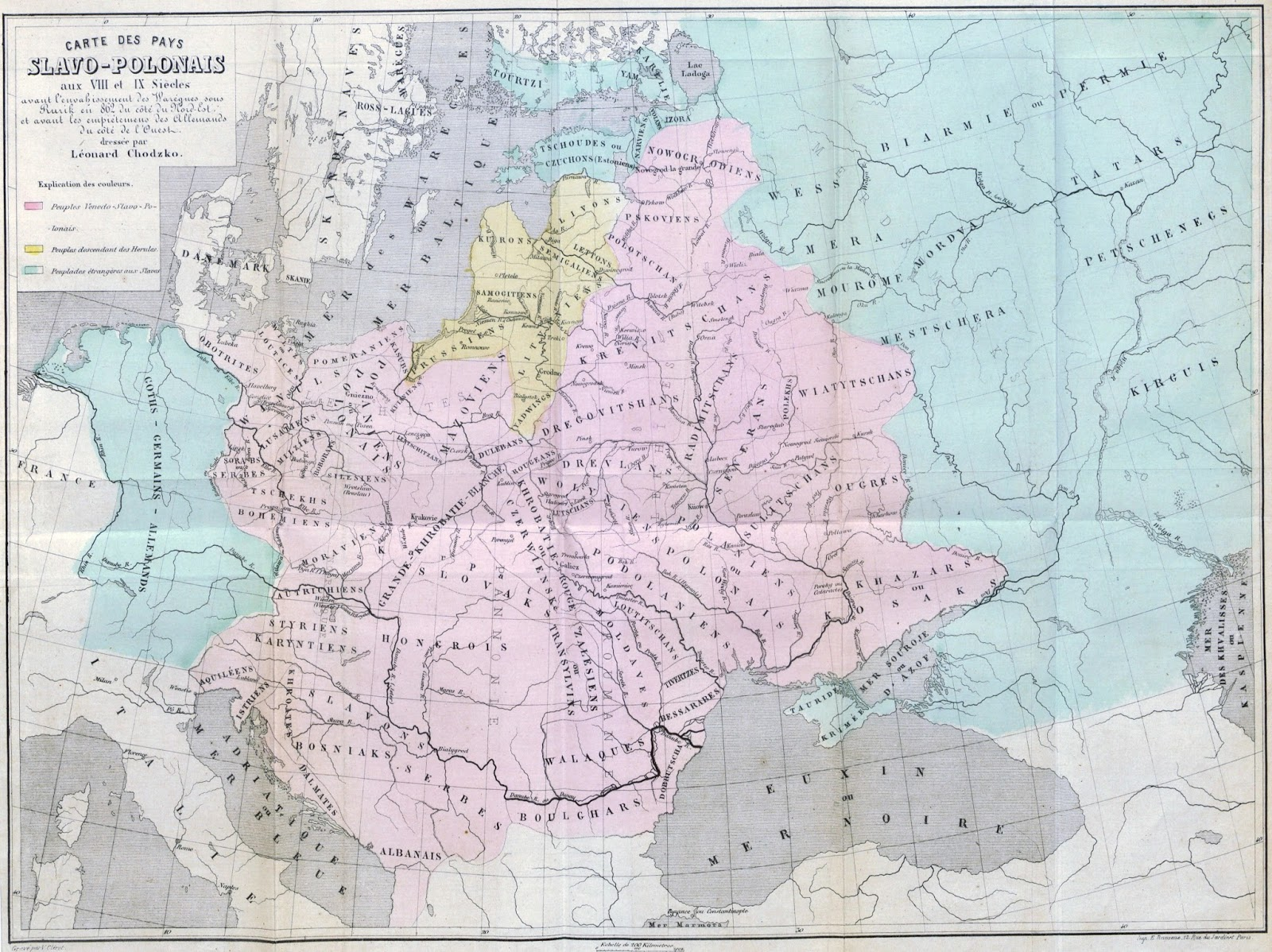
Ziemie Białych Chorwatów oznaczone jako Grande Khrobatie – Blanche w Małopolsce, a także ziemie Czerwonych Chorwatów oznaczone jako Kchrobatie – Rouge na wschodzie

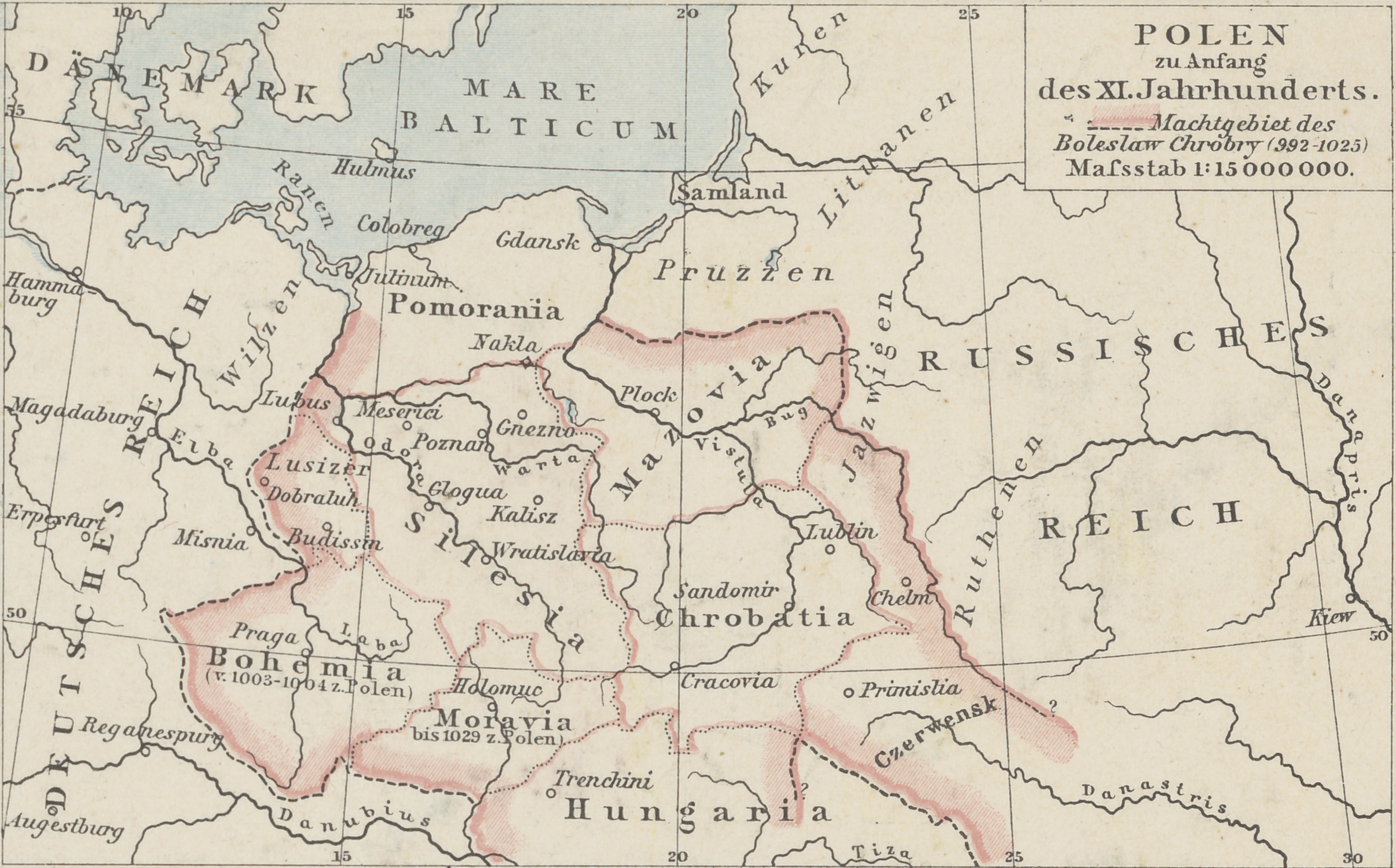
Mapa Polski z czasów Bolesława Chrobrego, obrazująca jedną z hipotez położenia Białej Chorwacji

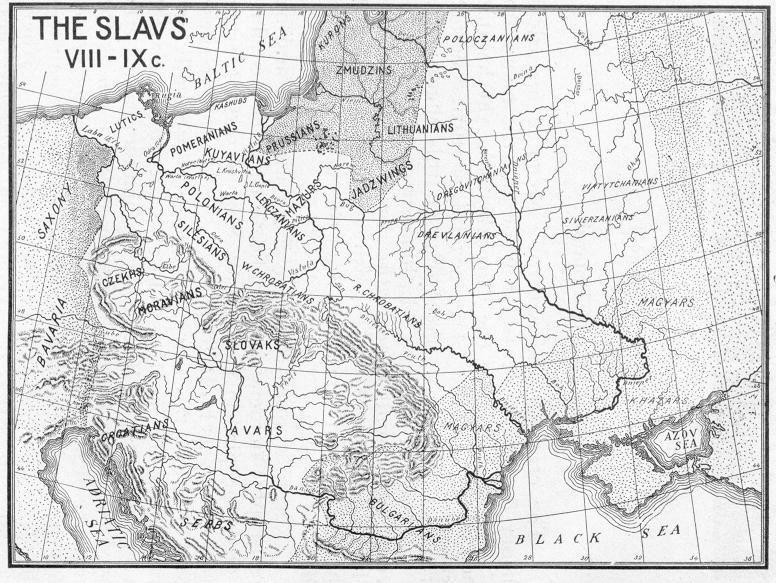
Słowianie na przełomie VIII i IX wieku – mapa obrazująca jedną z hipotez położenia Białej Chorwacji

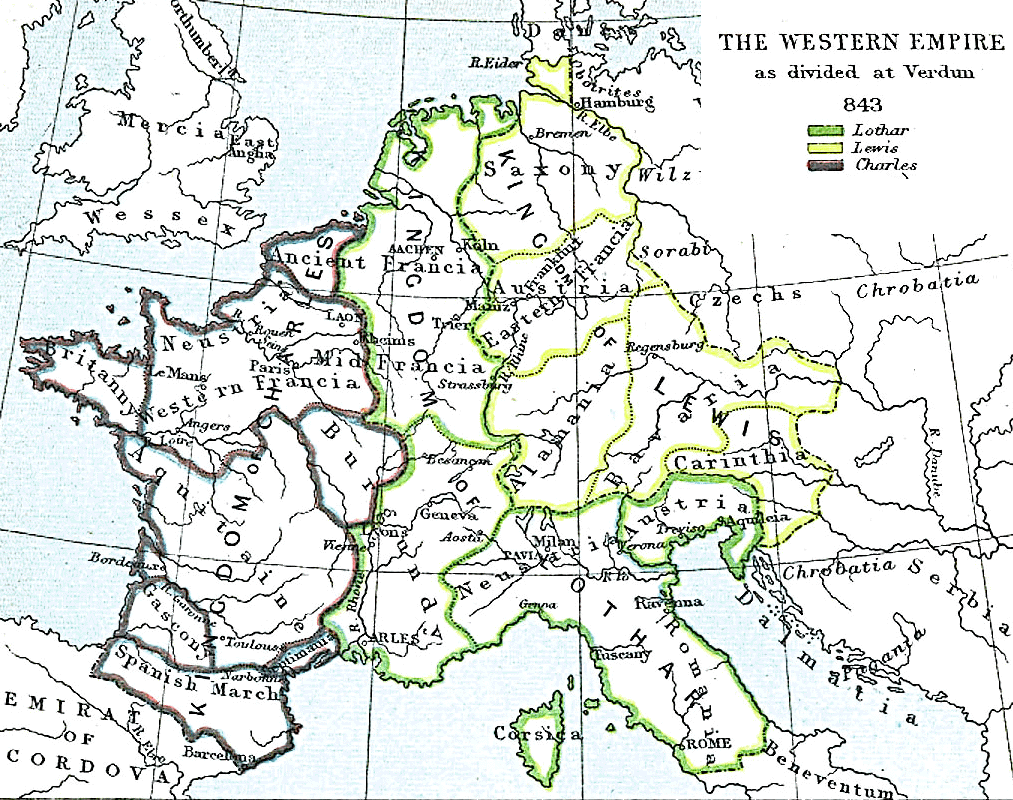
XX-wieczna Mapa Europy zachodniej, mająca przedstawiać Europę z okresu powstania Descriptio civitatum et regionum ad septentrionalem plagam Danubii – można dostrzec Chorwację (bez rozróżnienia na Białą i Czerwoną) na Bałkanach, oraz w regionie późniejszej Małopolski

Biała Chorwacja (chorw. Bijela Hrvatska, Velika Hrvatska) – terytorium historyczne o nieokreślonym położeniu geograficznym, znajdujące się w Europie Środkowej, najczęściej utożsamiane z Małopolską.

## Źródła pisane
Konstantyn Porfirogeneta wymienia Białą Chorwację w dziele De administrando imperio (w oryginale Βελοχρωβάτοι i Χρωβάτοι). Według autora, w VII wieku część plemion chorwackich opuściła to terytorium i udała się na Bałkany, na obszar dzisiejszej Chorwacji, na zaproszenie cesarza bizantyńskiego Herakliusza w celu obrony granic cesarstwa. Pozostali Chorwaci pozostali w swojej pierwotnej ojczyźnie, mając własnego władcę. W swym dziele Historia narodu polskiego, Adam Tadeusz Naruszewicz opisał to w następujący sposób:
„Nazwisko Chrobatów było znajome jeszcze w IX wieku za Konstantyna Porfirogenita, który o nich tak pisze w księdze de administrando Imperia w rozdziale XXX. i XXXI. »Chrobaci mieszkali wtenczas, (to jest za Herakliusza) za Babigoreą, gdzie teraz są Belo-Chrobaci, (i na drugiem miejscu mówi) inni zaś Chrobaci, od tych, którzy do Dalmacyi weszli, mieszkali ku Francyi, nazywali się Belo-Chrobaci, to jest biali, mający własnego Księcia. Hołdują zaś Ottonowi W. panującemu nad Francyą, która jest i Saxonią; są oni poganie, a z Turkami ligę i przyjaźń trzymają. Tenże na innem miejscu Chrobatowie, którzy w Dalmacyi siedzą, od Chrobatów białych niechrzczonych początek wiodą, którzy za Turcyą przy Francyi siedzą, a ze Słowianami Serbami graniczą.« Na koniec powiada: »Wielka zaś Chrobacya, która się białą nazywa, do dnia dzisiejszego chrzczona nie jest, tak jako i sąsiedzi jej Syrbowie. Jazdy i piechoty nie ma tak wiele jak Chrobacya Chrześcijańska, dla częstych napadów od Franków«". 

W Powieści minionych lat z 1113 roku, w rozdziale „O narodach słowiańskich”, Nestor opisuje rozmieszczenie plemion słowiańskich, w tym Białych Chorwatów, Serbów i Lachów. Kronikarz nie podaje jednak jednoznacznej informacji, że Biali Chorwaci byli przodkami lub protoplastami Lachów (często utożsamianych z Lędzianami). Ponadto w tym samym rozdziale wspomina, że we wczesnym średniowieczu Biali Chorwaci, Serbowie i Chorutanie (prawdopodobnie tylko część tych plemion, a nie całość) w wyniku najazdu Włochów opuścili swoje naddunajskie tereny i osiedlili się nad Wisłą, przyjmując nazwę Lachów. Następnie przyjęli nazwy Polan, Luciców, Mazowszan i Pomorzan. 
Во мнозѣхъ же времѧнѣх. сѣли суть Словѣни по Дунаєви . гдѣ єсть нъıне
Оугорьска землѧ . и Болгарьска . [и] Ж ѿ тѣхъ Словѣнъ
разидошасѧ по землѣ . и прозвашасѧ именъı своими . гдѣ сѣдше на которомъ 
мѣстѣ . ꙗко пришедше сѣдоша . на рѣцѣ имѧнемъ Марава . и прозвашасѧ
Морава . а друзии Чеси нарекошас̑. а се ти же Словѣни Хровате Бѣлии . и
Серебь . и Хорутане . Волхомъ бо нашедшемъ на Словѣни на Дунаискиꙗ.
[и] Ж сѣдшемъ в них. и насилѧщемъ имъ. Словѣни же ѡви пришедше
сѣдоша на Вислѣ . и ||л.3|| прозвашасѧ Лѧхове . а ѿ тѣхъ Лѧховъ прозвашасѧ
Полѧне . Лѧхове . друзии Лутичи . ини Мазовшане ини Поморѧне .

„Po mnogich zaś latach siedli byli Słowianie nad Dunajem, gdzie teraz ziemia węgierska i bułgarska. I od tych Słowian rozeszli się po ziemi i przezwali się imionami swoimi, gdzie siedli na którym miejscu. Tak więc przyszedłszy, siedli nad rzeką imieniem Morawa i przezwali się Morawianami, a drudzy Czechami nazwali się. A oto jeszcze ciż Słowianie: Biali Chorwaci i Serbowie, i Chorutanie. Gdy bowiem Włosi naszli na Słowian naddunajskich i osiadłszy pośród nich ciemiężyli ich, to Słowianie ci przyszedłszy siedli nad Wisłą i przezwali się Lachami, a od tych Lachów przezwali się jedni Polanami, drudzy Lachowie Lucicami, inni – Mazowszanami, inni – Pomorzanami”.
Pozostali autorzy już nie nazywają Chorwatów „Białymi”. Nie wymienia ich Geograf Bawarski (rok 845).
Na północ od Wielkich Moraw lokuje ziemie Chorwatów (horithi) Alfred Wielki (rok 890).
W Powieści minionych lat Nestor wymienia też Chorwatów (tylko raz nazywając ich „Białymi” jako Lachów). W 907 roku mieli oni uczestniczyć, jako sojusznicy, w wyprawie Olega Mądrego na Bizancjum. Można też znaleźć wzmiankę, że książę kijowski Włodzimierz w 992 roku wyprawił się na Chorwatów.
Kosmas z Pragi między rokiem 1110 a 1125, w Chronica Boëmorum tak opisuje obszar diecezji praskiej: „Granice zaś jej ku zachodowi są następujące: Tuhośt, który ciągnie się do połowy rzeki Chamb, Siedliczanie, Łączaniei, Deczanie, Litomierzyce, Lemuzi, aż do środka lasu, którym są Czechy ograniczone. Następnie na północ te są granice: Pszowianie, Chorwaci i Chorwaci śląscy, Ślęzanie, Trzebowianie, Bobrzanie, Dziadoszanie, aż do środka lasu, którym otoczone są granice Milczan. Stąd na wschód te rzeki ma za granice: Bug i Styr z grodem Krakowem i prowincją, której nazwa jest Wag, z wszystkimi krainami należącymi do wspomnianego grodu Kraków. Stąd rozszerzona dołączonym pograniczem węgierskim ciągnie się aż do gór, których nazwa jest Tatry. Następnie w tej części, która zwraca się na południe, po przyłączeniu krainy morawskiej diecezja ta ciągnie się aż do rzeki, której nazwa jest Wag, i do środka lasu, którego nazwa jest Mure, i do takiej że nazwy góry, którymi odgraniczona jest Bawaria”.
Piszący w XII wieku Pop Duklanin w swoim Latopisie używa określenia Białej Chorwacji w odniesieniu do północnej Dalmacji.

## Spór wokół położenia Białej Chorwacji
Historycy wiodą spór co do umiejscowienia wymienionej przez Konstantyna Białej Chorwacji. Z tekstu Konstantyna można jedynie dowiedzieć się, że w połowie X w. znajdowała się w kręgu wpływów Ottona I i leżała pomiędzy Bawarią, Węgrami a Białą Serbią. Ponieważ Konstantyn opisuje Białych Chorwatów jako pogan, to ich ziemie musiały leżeć poza zasięgiem chrześcijaństwa.

Można połączyć to z informacjami o Wiślanach z IX wieku z Żywota świętego Metodego (zwanego też Legendą Panońską) o przepowiedni, której autorem miał być Metody: 
Był zaś w nim [Metodym] także dar proroczy, tak że spełniało się wiele przepowiedni jego, z których jedną lub dwie opowiemy. Książę pogański, silny bardzo, siedzący w Wiślech (въ Вислѣхъ) [lub: w Wiśle (въ Вислѣ)], urągał wielce chrześcijanom i krzywdy im wyrządzał. Posławszy zaś do niego [kazał mu] powiedzieć [Metody]: Dobrze będzie dla ciebie synu ochrzcić się z własnej woli na swojej ziemi, abyś nie był przymusem ochrzczony na ziemi cudzej, i będziesz mnie [wtedy] wspominał. I tak też się stało.
Nestor twierdzi, że Biali Chorwaci osiedlili się nad Wisłą. Przy tym Konstantyn mówi o wędrówce na południe, a Nestor o wędrówce na północ, tak więc termin „Biała Chorwacja” u Konstantyna i Nestora mogły oznaczać różne krainy.
Ze względu na trudności w ustaleniu północnej granicy Wielkich Moraw trudno jednoznacznie interpretować zapisy Alfreda Wielkiego. Na podstawie informacji, że Wiślanie mieszkali na wschód od Moraw, można jedynie umiejscowić Białą Chorwację bardziej na północ.
Natomiast interpretacje dokumentu praskiego wskazują na lokalizację w północnych Czechach lub na Śląsku.
Encyklopedyja Powszechna Samuela Orgelbranda z 1864 r. wywodzi nazwę Chorwatów od Karpat:
"Kroaci (Kroat, Kroata), właściwie Chorwaci, po czesku: Charwati, po chorwacku: Herwati (Hrwati), jest nazwą licznych plemion słowiańskich, po części już, ze zwyczaju wyszłą, a w części jeszcze się utrzymującą. Prasiedzibą wszystkich tych plemion są ziemie Tatrzańskie (przyległe górom zwanym Tatrami), nazywane (u Konstantego Porfyrogenita) Wielką lub Białą Chorwacyją, czyli Chrobacyją, od gór Karpackich, czyli Cherbów (grzbietów, garbów) [...] Pamiątka ich tylko utrzymała się w niektórych miejscowych, nazwach we wschodnim Haliczu (Chrewi, Charwin, Charzewice), oraz w ludowej nazwie Karpatów: Horby (Chryby, Cherby). Również Adam Szelągowski (za Pawłem Józefem Szafarzykiem) wywodził ich nazwę od słowa chrb (góra) i dodawał: dziś jeszcze w Galicyi wschodniej nazwa dla Karpat (Chorby)".

## Biali Chorwaci a Wiślanie
Prawdopodobne jest, że Chorwaci kryją się w dziele Geografa Bawarskiego pod nazwą Wiślan. Mogło się to stać za sprawą Morawian, którzy nazywali inne plemiona od miejsca ich osiedlenia, a nie od ich nazwy własnej . W wyniku ożywionych kontaktów handlowych kupców wielkomorawskich z państwem wschodniofrankijskim w IX w. nazwy plemion słowiańskich przekazywano na zachód, gdzie były spisywane przez niemieckojęzycznych skrybów, trafiając tym samym do sporządzonego dla Ludwika Niemca spisu plemion zachodniosłowiańskich.
Potwierdzeniem tej tezy może być fakt, iż w Powieści minionych lat Nestor wymienia większość plemion żyjących na ziemiach polskich (w tym Chorwatów), ale nie pada za to ani razu wzmianka o plemieniu Wiślan, które przecież było jednym z centrów wczesnej państwowości polskiej.
Twierdzeniu o tożsamości Białych Chorwatów z Wiślanami przeczy relacja Alfreda Wielkiego, który wymienia oba te plemiona.
Teza jakoby Chorwaci zamieszkiwali tereny górnej Wisły, jest odrzucana przez wielu historyków, m.in. przez profesorów: J. Widajewicza, H. Paszkiewicza, E. Modelskiego. Gerard Labuda akceptował istnienie małopolskich Chorwatów (i Serbów), ale uważał, że relacja Konstantyna Porfirogenety (o Wielkiej/Białej Chorwacji) odnosi się do Chorwatów czeskich.

## Biali Chorwaci a Lędzianie
Obecnie przeważa pogląd, że plemiona te należy łączyć z Lędzianami. W XI wieku w kronice Nestora nazwa Lachy nie oznacza już jedynie Lędzian, od których się wywodzi, ale wszystkich Słowian Zachodnich z wyjątkiem Czechów i plemion słowackich. Oznacza to, że pamięć o związku plemiennym Lędzian i świadomość o jego znaczeniu zanikała na Rusi, już wtedy nie zdawano tam sobie sprawy z tego, że nazwa Lach pochodzi od słowa Lędzianin i lęda.
W 981 wraz ze wschodnimi ziemiami Polski podbici przez Ruś, a około 1018–1031 ponownie znajdowali się w państwie piastowskim (także w latach 1077–1086) po tym, jak Bolesław Chrobry odbył wyprawę na Kijów.

## Zobacz też

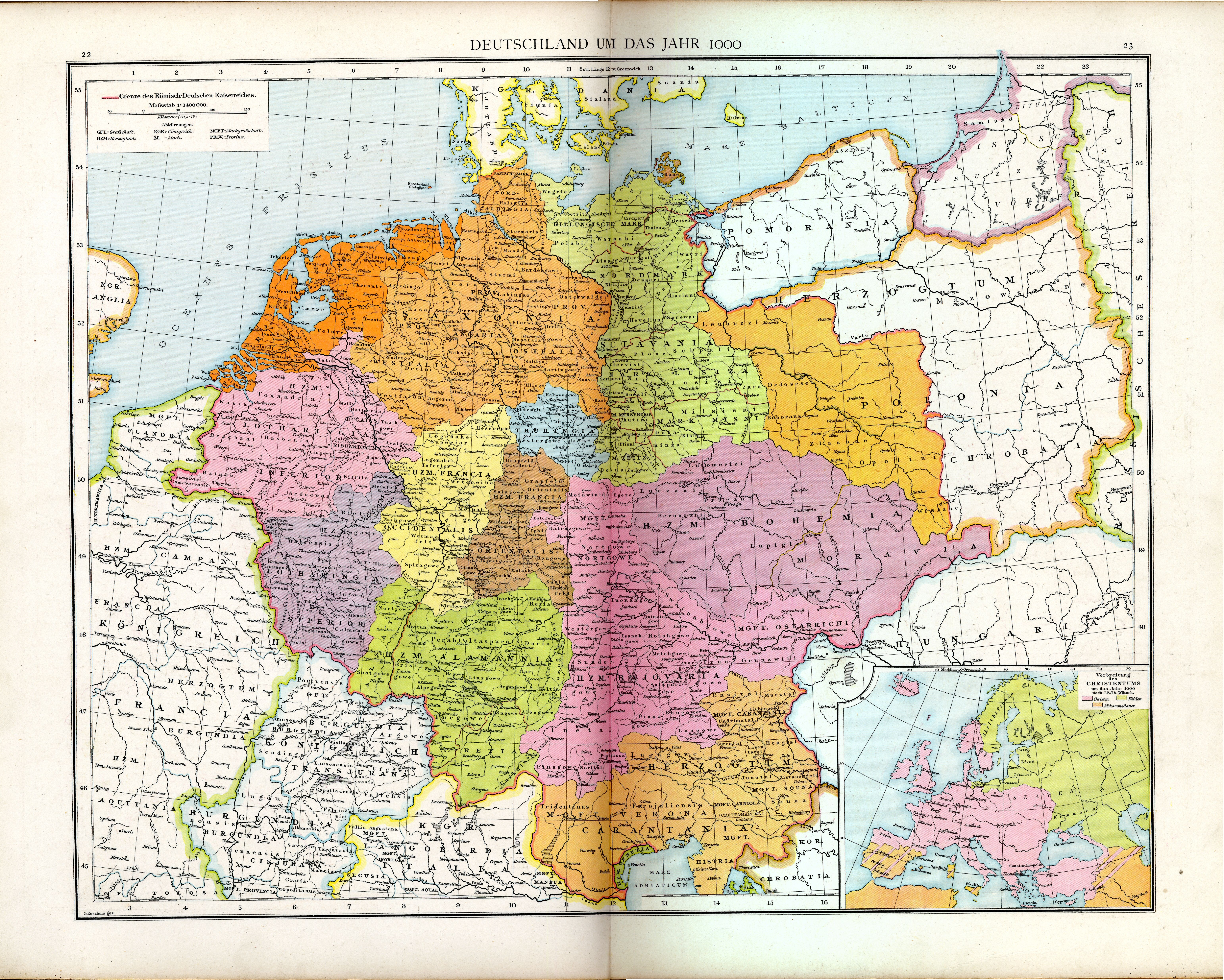
Polska i Niemcy ok. 1000 r. Według mapy krainę o nazwie Chrobatia zamieszkują Wiślanie.
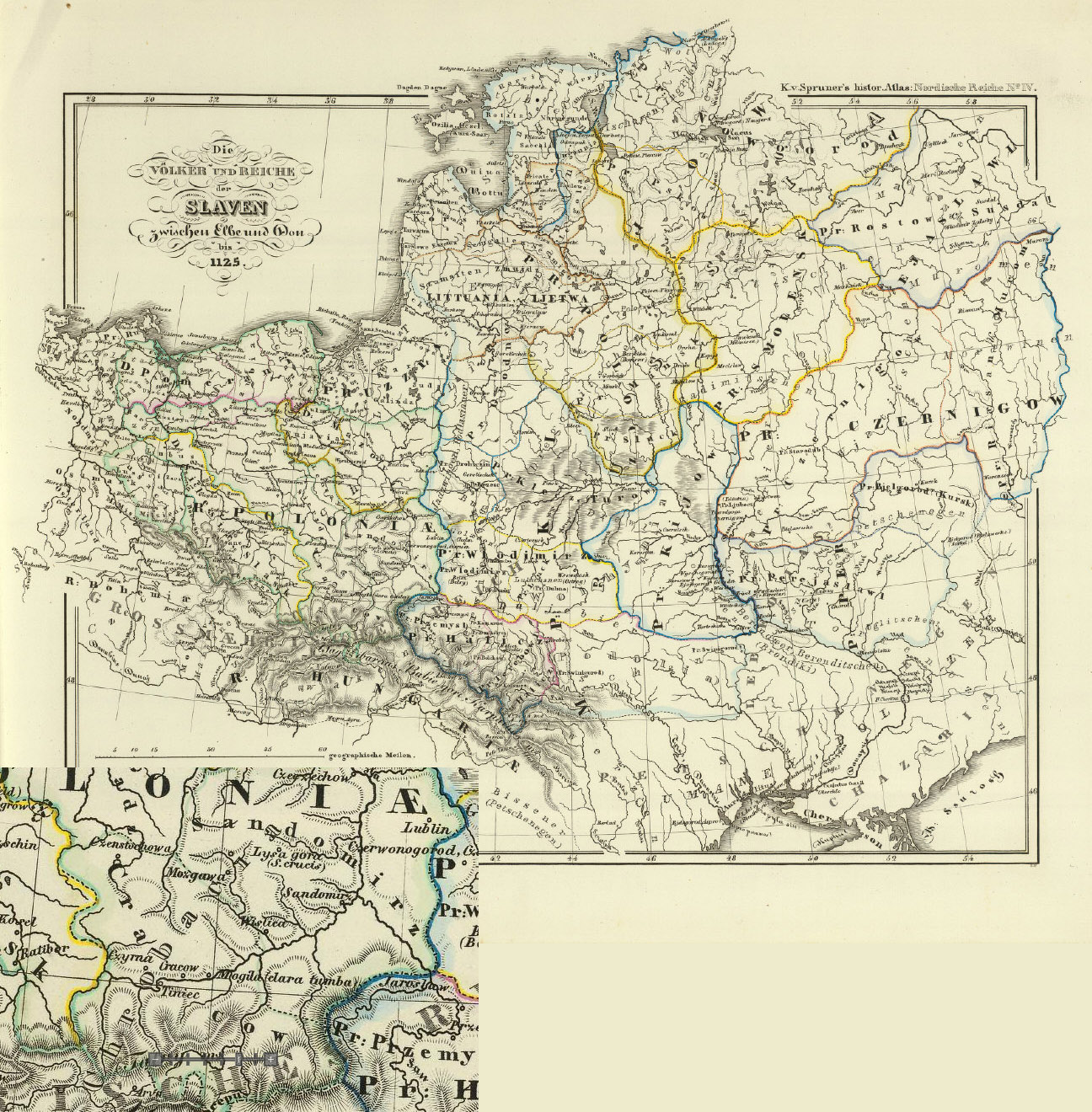
Narody i państwa słowiańskie w 1125 r. – mapa z 1855 r. Od granicy z Węgrami, aż za Sandomierz rozciąga się Chrobacia.
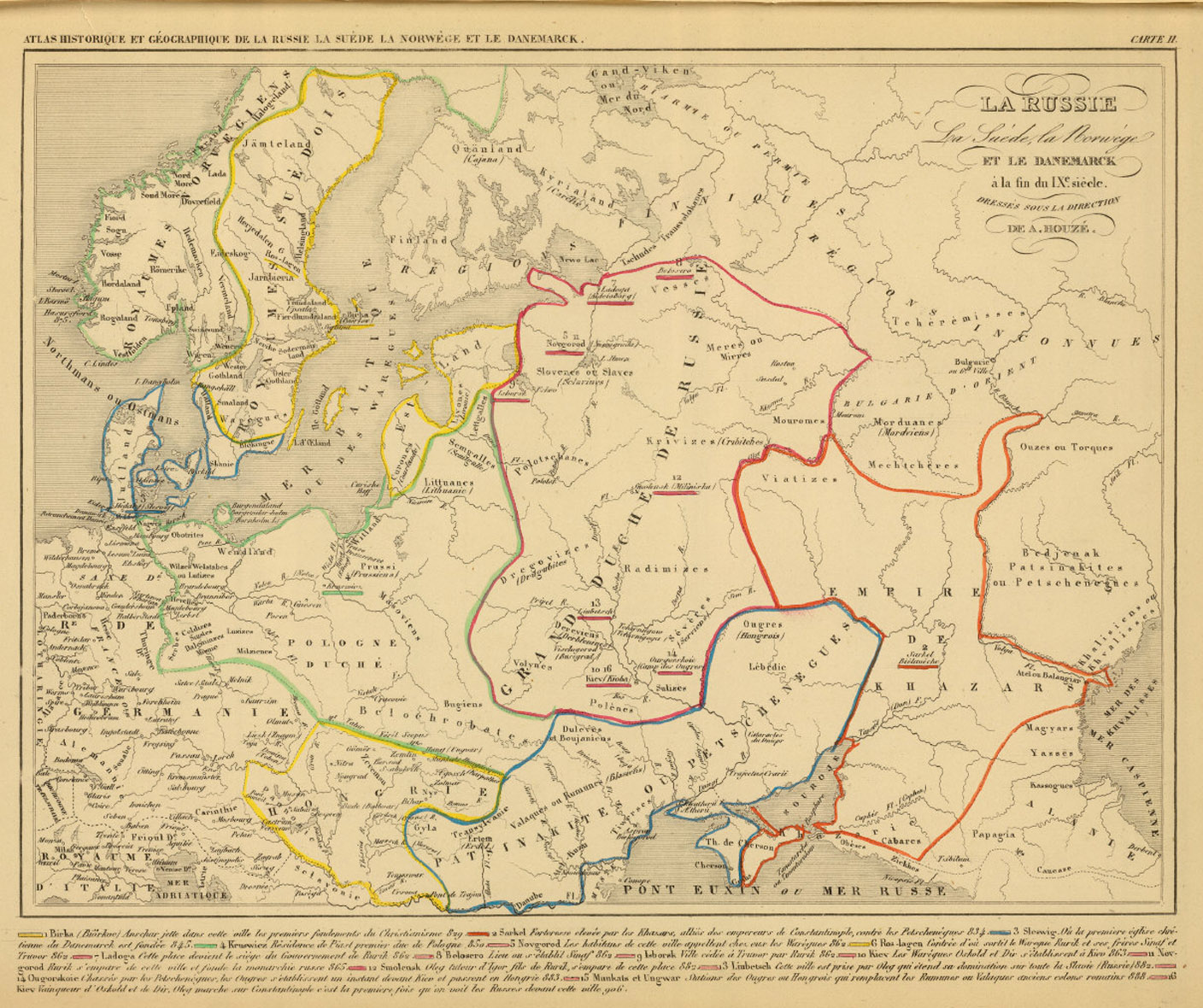
XIX-wieczna francuska mapa, obrazująca m.in. tereny obecnej Polski w IX w., obszar dzisiejszej Małopolski opisany jest jako Belochrobate.